# クロス・オブ・ヴァロー (オーストラリア)
クロス・オブ・ヴァロー (Cross of Valour) はオーストラリアの栄典制度において勇敢な行為を讃える章としては最高位の勲章で、1975年に制定された。クロス・オブ・ヴァローは制定以来5人の民間人に授与されており、軍人は含まれていないが、同じような行動を示した者が軍において相応の栄誉を与えられなかった場合には本章が授与されることもあり得る。
クロス・オブ・ヴァローは「極めて危険な状況において顕著に勇気のある行動を示した者」にのみ授与され、死後追贈されることもある。また、受章者はCVのポスト・ノミナル・レターズを使用することを許される。

## デザイン
- クロス・オブ・ヴァローは金色でアームの間に放射状の光が入った真っ直ぐなアームのクロスパティーで、上アームには聖エドワード王冠があしらわれている。
- 中央にはコモンウェルス・スターを戴いたオーストラリアの国章が置かれている。吊り環には'For Valour'の文字が刻まれている。
- 綬は38ミリメートル幅で、マゼンタの地の中央に16ミリメートル幅の血のような赤の帯が入っている。この2色の赤は、静脈血と動脈血の色を表している。

## 受章者
現在までに5人が受章している。
1989年
- ダレル・ツリー (Darrell Tree)
南オーストラリア州 マウント・ダンパー消防隊 隊長
感電事故に遭った3歳の幼児を救出した[3][4][5]。

1995年
- ヴィクター・ボスコー (Victor Boscoe)
クイーンズランド州
クイーンズランド州ストラスパインで武装強盗を追跡・逮捕した[3][6]。

1998年
- アラン・スパークス (Allan Sparkes)
ニューサウスウェールズ州 巡査長
浸水した地下排水溝から少年を救出した[3][7][8]。

2003年
- ティモシー・ブリテン (Timothy Britten)
西オーストラリア州 巡査長
バリ島爆破テロ事件において、現場で重症を負った女性を助け、さらに自らも負傷し爆発も続いているにもかかわらず生存者の捜索を続けた[3][9]。

- リチャード・ジョイス(Richard Joyes)
西オーストラリア州
バリ島爆弾テロ事件において、現場で重症を負った女性を助け、さらに自らも負傷し爆発も続いているにもかかわらず生存者の捜索を続けた[10][11]。

## 褒章手当 (Decoration allowance)
オーストラリア退役軍人省は褒章手当(Decoration allowance)と呼ばれる手当を用意している。
これはクロス・オブ・ヴァローを受章した軍人が1986年退役軍人権利付与法(Veterans’ Entitlements Act 1986)の第II部に基づく年金を受給することになった際に与えられるもので、戦時または準戦時における軍人の勇敢な行動を促す効果を期待したものである。
これまでのところ、この法律が求める戦時または準戦時におけるクロス・オブ・ヴァローの授与の事例はない。
手当は2000年7月1日から物品・サービス税が導入されたことから、2週間につき2.10オーストラリアドルとなっている。